# Верьовка Марфа Іванівна
Марфа Іванівна Верьовка (Вірьовка) (нар. 17 липня 1898, село Стодоли, тепер Ніжинського району Чернігівської області — ?) — українська радянська діячка, заслужений вчитель Української РСР, вчителька Лосинівської середньої школи Лосинівського (тепер — Ніжинського) району Чернігівської області. Депутат Верховної Ради УРСР 2—3-го скликань.

## Життєпис
Народилася у селянській родині. Шість років навчалася у гімназії, навчання не закінчила.
З початку 1916 року працювала вчителькою та завідувачем трикласної початкової школи села Орлівки Ніжинського повіту Чернігівської губернії. Потім працювала вчителькою Лихачівської неповно-середньої школи Носівського району на Чернігівщині.
Заочно закінчила природничий факультет Ніжинського педагогічного інституту.
До 1941 року — вчителька хімії Лосинівської середньої школи Лосинівського району Чернігівської області.
Під час німецько-радянської війни буда евакуйована до Казахської РСР, продовжувала працювати вчителькою.
З 1943 року — вчителька хімії, завідувач навчальної частини Лосинівської середньої школи Лосинівського району Чернігівської області. Член ВКП(б).

## Нагороди
- орден Леніна
- медаль «За доблесну працю у Великій Вітчизняній війні 1941—1945 років»
- значок «Відмінник народної освіти»
- заслужений вчитель Української РСР (1948)